# 뉘네스함시

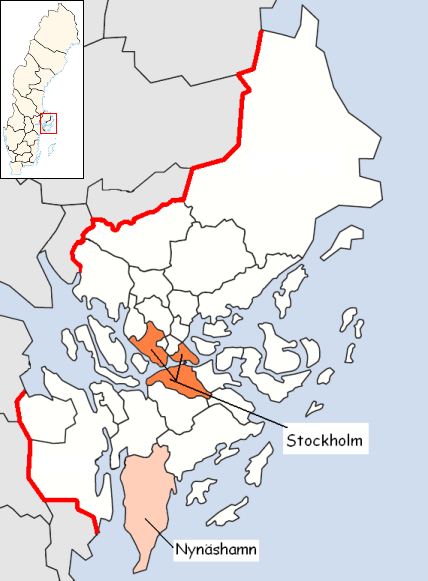
뉘네스함 시의 위치

뉘네스함시(스웨덴어: Nynäshamns kommun)는 스웨덴 스톡홀름주에 위치한 지방 자치체로 행정 중심지는 뉘네스함이며 면적은 1,300.83km2, 인구는 27,752명(2016년 12월 31일 기준), 인구 밀도는 21명/km2이다.

시 문장